# Li Ruihuan
Pour les articles homonymes, voir Li.

Li Ruihuan (en chinois traditionnel : 李瑞環 ; en chinois simplifié : 李瑞环) est un homme politique chinois né en septembre 1934. Li a été membre du comité directeur du Politburo du 15e comité central du parti communiste chinois (PCC) entre 1989 et 2002 et président du comité national de la conférence consultative politique du peuple chinois (CCPPC) entre 1993 et 2003.

## Biographie
Li est né dans une famille de paysans de la région de Baodi, près de Tianjin. Formé comme charpentier, Li travaille comme ouvrier sur les chantiers de Pékin entre 1951 et 1965. À partir de 1958, Li suit des cours du soir à l'institut de formation des ingénieurs-architectes et en sort diplômé en 1963. Li est l'inventeur d'une règle de calcul simplifié utilisée en charpenterie et à ce titre est comparé à un « jeune Lu Ban », un des maîtres charpentiers de la Chine ancienne.
Li est élu maire de Tianjin en 1981 et se préoccupe d'améliorer les habitations ainsi que le réseau de transport. Il devient populaire parmi les habitans de Tianjin, à la fois par ses réalisations et par ses émissions à la radio et à la télévision. Il est membre du 13e Politburo, du 14e et du 15e.
En 1989, Li est élu au comité directeur du politburo du comité central du PCC.
En mars 1993, Li est élu à la présidence du comité national de la CCPPC (8e CCPPC), puis réélu en mars 1998 (9e CCPPC). 
En janvier 1999, Li rencontre Orgyen Trinley Dorje et déclare que les « progrès » du 17e Karmapa « auraient une grande influence sur le développement et la stabilité du Tibet ».
En mars 2003, Li laisse la place de président du CCPPC à Jia Qinglin. La CCPPC est une assemblée consultative dans laquelle s'exprime d'autres voix que celle du PCC (société civile, entrepreneurs dans le cadre de la théorie des trois représentations, « partis démocratiques »). Lors du mandat de Li, les assemblées provinciales et municipales se sont plus ouvertes aux personnes n'appartenant pas au PCC.[réf. nécessaire]
En 2002, Li ne se représente pas au politburo du PCC. Des rumeurs circulent sur le fait que 68 ans ne soit pas l'âge « réglementaire » pour quitter le politburo et que Li, le deuxième plus jeune membre du politburo devant Hu Jintao aurait été réélu pour 5 ans au politburo lors du 16e congrès, lui laissant ainsi la possibilité de devenir président de l'Assemblée nationale populaire. Ce départ étant pour certains[réf. nécessaire] la victoire des « shanghaïens » proches de Jiang Zemin, comme Zeng Qinghong et Wu Bangguo. D'autres théories[réf. nécessaire] ont été développées comme l'opposition entre Jiang et Li sur l'attitude à adopter concernant la secte Falun gong, Li ne condamnant pas ouvertement cette dernière.